# Гіллел Тіктін
Гіллел Тіктін (англ. Hillel H. Ticktin; нар. 1937) — англійський теоретик марксизму та політеконом.

## Біографія
Народився 1937 року в єврейській родині в ПАР, навчався у Джека Саймонса, брав участь у троцькістському русі та боротьбі з апартеїдом, але змушений був залишити країну, щоб уникнути арешту за політичну діяльність. Потім жив і навчався в Радянському Союзі, але його дисертацію не прийняли через критику КПРС в ній. Під час навчання брав участь в організації антирасистської демонстрації африканських студентів у Києві. У 1965 році почав викладати в Університеті Глазго, який пізніше призначив його професором у галузі марксистських досліджень (Marxist Studies). У 1973 році він став співзасновником антисталіністського марксистського журналу Critique: Journal of Socialist Theory, з яким співпрацювали Ернест Мандель, Іштван Месарош, Бертелл Оллман.
Підбиваючи підсумки своєї роботи, Тіктін сказав: «Моя робота про політичну економію СРСР показала, що він за своєю суттю нежиттєздатний, його економіка не маючи нічого спільного з соціалізмом, не є капіталістичною. Моя робота про капіталізм або Захід, обговорюючи фінансовий капітал і важливість Холодної війни, продемонструвала природу занепаду капіталізму».

## Праці
- Towards a Political Economy of the USSR // Critique, No.1.
- Class Structure of USSR and Elite // Critique, No.9.
- The Politics of Race: Discrimination in South Africa, 1991.
- Origins of the Crisis in the USSR: Essays on the Political Economy of a Disintegrating System, 1992.